# Gerardus Majella (leprozerie)

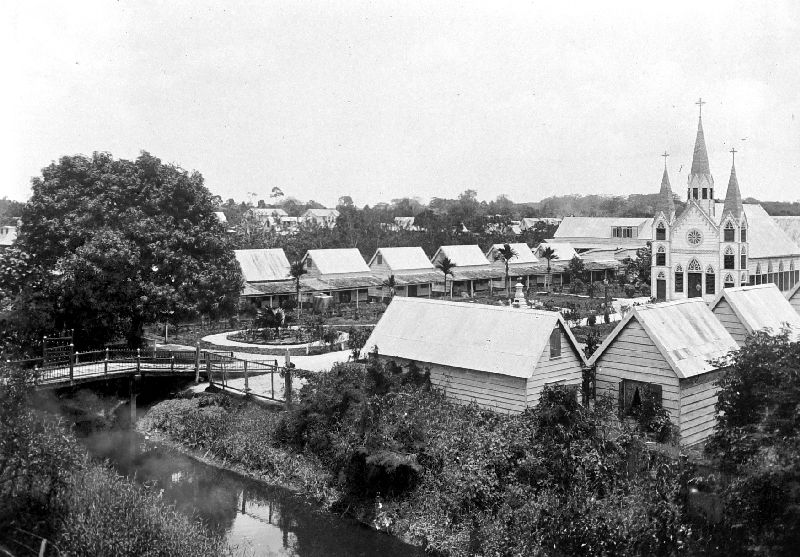
Het voorstuk van de leproserie Gerardus Majella, met links de brug, foto vóór 1943, Collectie stichting Nationaal Museum van Wereldculturen

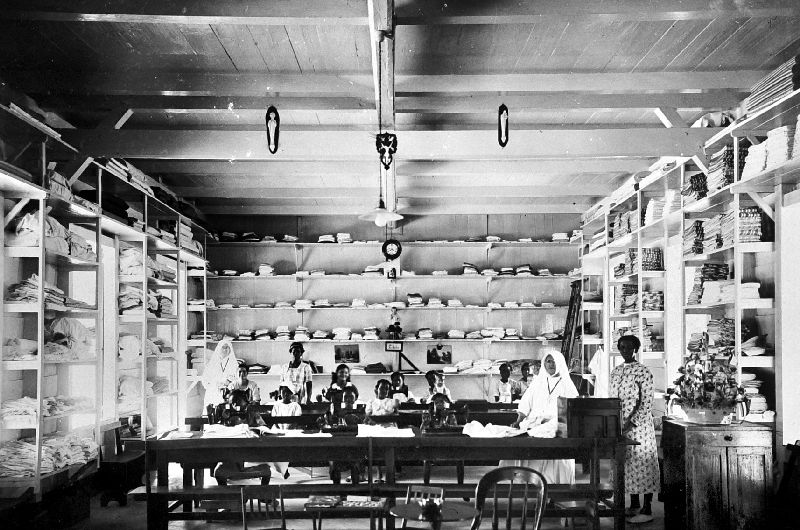
De linnenkamer van de Sint Gerardus Majellastichting van de Rooms-Katholieke missie, foto vóór 1943, Collectie stichting Nationaal Museum van Wereldculturen

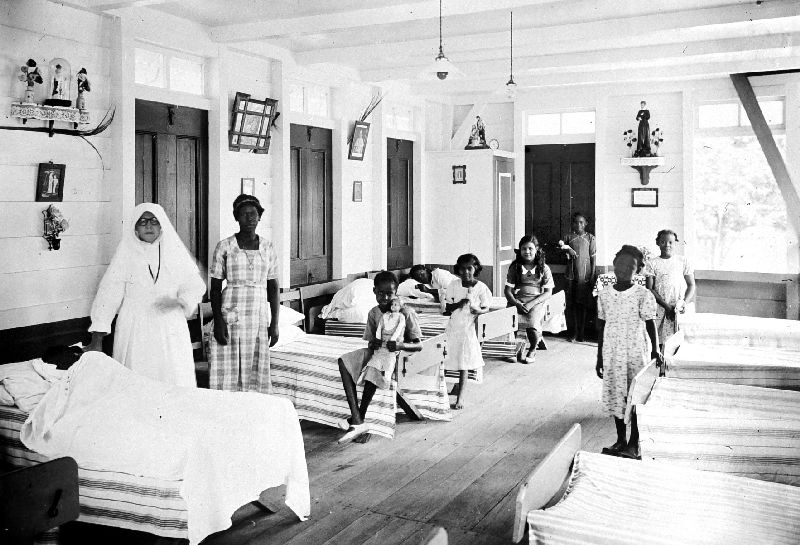
Meisjesslaapzaal van de melaatseninrichting, foto circa 1935, Collectie stichting Nationaal Museum van Wereldculturen

Gerardus Majella, ook wel genoemd Sint Gerardus Majella Stichting, was een katholieke leprozerie in Suriname die functioneerde van 1895 tot 1964. Het afzonderingsoord is opgericht door bisschop Wulfingh op de voormalige plantagegrond Tortona aan de Van Sommelsdijcksekreek. De leprozerie, gelegen aan weerszijden van kreek, stond bekend om haar strikte scheiding tussen patiënten en verzorgenden. Na de sluiting heeft het complex nog verschillende andere bestemmingen gehad.

## Afzonderingsbeleid
Suriname was al bekend met een streng afzonderingsbeleid voor melaatsen, nog vóór dat internationaal werd vastgesteld dat lepra een infectieziekte was en dus een besmettelijke ziekte (in plaats van een erfelijke ziekte of een ziekte veroorzaakt door onzedelijk gedrag). Deze vaststelling, die zeker niet door alle wetenschappers gedeeld werd, gebeurde op het eerste Internationale Lepra Congres in 1897 in Berlijn. Hierbij werd een streng afzonderingsbeleid gepropageerd als enige doeltreffende methode van aanpak.
Gerardus Majella lag bij haar oprichting nog buiten de stad, maar doordat Paramaribo zich in noordelijke richting uitbreidde lag de instelling als snel in hartje Paramaribo. Op 'Majella' was het woongedeelte van de patiënten door de Van Sommeldijcksekreek geheel gescheiden van dat van de directie en het personeel. Een brug vormde de verbinding tussen de patiëntenwereld aan de noordzijde en de 'gewone wereld' aan de zuidzijde, maar de melaatsen mochten daar dus nooit overheen. De brug en enkele overgebleven gebouwen zijn thans cultureel erfgoed.

## Religieus regime
Op Gerardus Majella werden in principe alleen rooms-katholieken opgenomen. De leprazorg in Suriname was naar Hollands model verzuild naar geloofsovertuiging. Omdat Majella midden in de stad lag was het voor veel families een aantrekkelijker plek dan de twee andere leprozeriën van die tijd, te weten Groot Chatillon (van het gouvernement) en Bethesda (van de protestanten) die verder weg lagen aan de Surinamerivier. Wie op Majella verzorgd wilde worden moest zich echter tot het katholicisme bekeren.
Op het complex heerste een streng religieus regime, gehandhaafd door de Zusters van liefde uit Tilburg en de paters van de nederlandse tak van de orde der Redemptoristen. De leprozerie is dan ook genoemd naar een heilige van deze orde: Gerardus Majella. Voor gehuwden was er geen plaats op Majella en ook liefdesrelaties waren niet toegestaan. Overtreding van dat verbod betekende direct overplaatsing naar de overheidsleprozerie Chatillon. Er waren dan ook aparte afdelingen voor mannen, voor vrouwen en voor kinderen.
In de jaren dertig werd het behandelregime weliswaar wat humaner -naar de standaarden van die tijd- maar tegelijkertijd werden opsporing en verplichte opname geïntensiveerd. Het leprabeleid was nog steeds gebaseerd op een stigmatisering van de Afro- en Brits-Indische Surinamers en een veronderstelde noodzaak om hen strenge gezondheidsmaatregelen op te leggen.
In 1947 bereikte Majella haar 'topjaar' met 242 patiënten, waaronder veel kinderen. In de jaren vijftig nam het aantal patiënten op Gerardus Majella langzamerhand af, mede door de introductie van het effectieve geneesmiddel DDS.

## Andere functies
Na de sluiting in 1964 heeft het complex nog verschillende bestemmingen gekend, zoals:
- een internaat (Taman Putro),
- een nachtasiel voor daklozen en
- een bezinnings- en vormingscentrum (Asewa Otono), met logeergelegenheid voor studenten.

## Borstbeelden
In 1909 werd in de leprozerie een borstbeeld van koningin Wilhelmina onthuld door de vrouw van gouverneur Dirk Fock. Enkele maanden later volgde nog het borstbeeld van Wilhelmus Wulfingh, die enkele jaren eerder was overleden en opdracht had gegeven voor de oprichting van de leprozerie en de komst van de Zusters van Liefde van Tilburg naar Suriname.